# Supercopa de Liga Saesa
La Supercopa de Liga Saesa, es un torneo de básquetbol profesional organizado por la Liga Saesa en el cual se ven enfrentados los campeones de los torneos de Primera División y el campeón de Segunda División (que a su vez sube a Primera). Su primera edición fue en abril de 2016, y coronó como campeón a Temuco Ñielol.

## Historia
Su creación fue anunciada en enero del año 2016 por el Coordinador General de Liga Saesa, Mauricio Segura, cuando solo quedaban 2 meses para el término de la actual Temporada 2015-16 del Básquetbol chileno. 
En la primera edición del torneo se vieron las caras el campeón de primera división del torneo 2015 contra el campeón de la Temporada 2015 de segunda división Liga Saesa y ascendido a primera.
El Coordinador General de Liga Saesa, Mauricio Segura indicó que “esperamos que la temporada arranque en la primera quincena de Abril, con la disputa por primer año de la Supercopa de Liga Saesa, entre los equipos campeones de Primera y Segunda División de la temporada pasada. La fase regular del campeonato debería comenzar en la segunda quincena de dicho mes”, señaló.

## Campeones
| Año  | Campeón           | Resultado | Subcampeón   |
| ---- | ----------------- | --------- | ------------ |
| 2016 | Temuco Ñielol (1) | 70-66     | Puerto Varas |

### Campeonatos por equipo
| Club          | Campeón | Subcampeón |
| ------------- | ------- | ---------- |
| Temuco Ñielol | 1       | 0          |
| Puerto Varas  | 0       | 1          |